# Ludvík XI.
Ludvík XI. (3. července 1423 Bourges – 30. srpna 1483 Plessis-les-Tours) byl francouzský král (1461–1483) z dynastie Valois.

## Život
Ludvík XI. byl synem francouzského krále Karla VII. z rodu Valois a Marie z Anjou. Ještě jako mladý dauphin (následník trůnu) se v roce 1440 postavil do čela revolty proti svému otci. Této revoltě se říká podle její podobnosti s husitským hnutím Praguerie. Po potlačení tohoto povstání musel Ludvík XI. uprchnout k burgundskému vévodovi Filipu Dobrému, kde pobýval až do roku 1456. V letech 1456–1461 pobýval v Brabantsku.

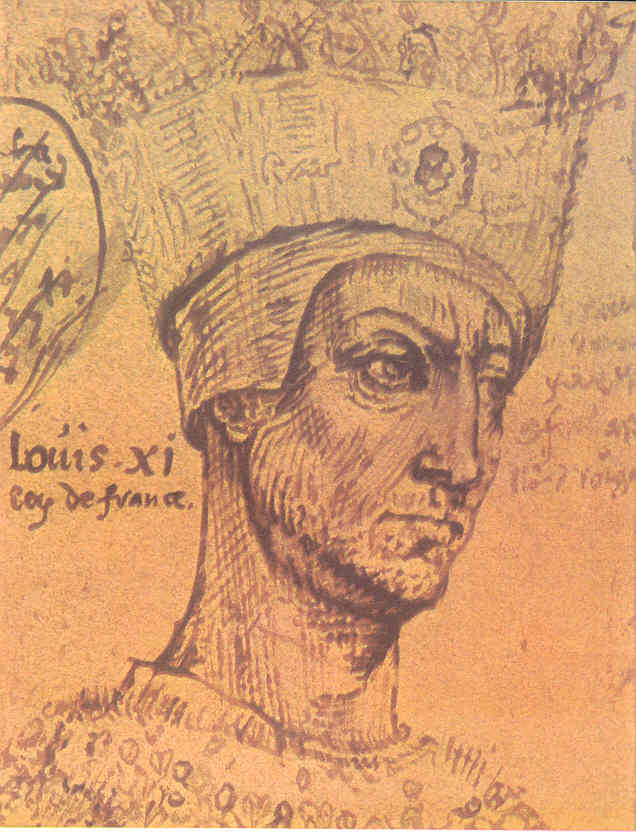
Ludvík XI. (kresba Antoina de Succy)

Roku 1461 se Ludvík XI. stal králem Francie, na trůn usedl v poměrně složité situaci, Francie v tomto období procházela těžkou hospodářskou krizí, která byla důsledkem stoleté války, která skončila roku 1453. Ve stejném roce jako Ludvík XI. nastoupil na anglický trůn Eduard IV., který si nárokoval část francouzských území.

Mapa Francie z roku 1477

Hlavní snahou Ludvíka XI. bylo politicky sjednotit Francii, tato snaha však narazila na odpor silných feudálů, kteří se sjednotili v Lize obecného blaha. Přes počáteční neúspěch v bitvě u Monthléry (1465) a zajetí hlavním oponentem burgundským vévodou Karlem Smělým (1468), kdy byl donucen na hradě Péronne podepsat ponižující smlouvu. Po svém propuštění zapřel svůj podpis pod smlouvou a až do smrti Karla Smělého v bitvě u Nancy (5. ledna 1477) s ním válčil. Karel Smělý neměl mužského následníka a dědice, pouze dceru Marii, provdanou za Maxmiliána I. Habsburského; ta zdědila pouze říšská léna a Burgundsko, Pikardie a Artois připadly Francii. Po smrti Reného a Karla z Anjou získal Ludvík XI. i Provenci, Maine a Anjou. Těmito kroky, na které navazovala řada hospodářských opatření, se podařilo šetrnému králi moc ve Francii centralizovat a udělat z Francie moderní stát. Ludvík XI. prodělal pravděpodobně roku 1479 a 1481 mozkovou mrtvici, v létě roku 1483 v důsledku třetí mrtvice zemřel a byl pohřben v bazilice Matky Boží v Cléry. Zanechal po sobě syna Karla, který usedl na trůn ve třinácti letech jako Karel VIII.

## Potomci
- Ludvík (1458–1460), dauphin
- Jáchym (*/† 1459)
- Luisa (*/† 1460)
- Anna (3. dubna 1461 – 14. listopadu 1522), ⚭ 1474 Petr II. (1. prosince 1438 – 10. října 1503), vévoda bourbonský
- Johana (23. dubna 1464 – 4. února 1505), svatá Jana z Valois, ⚭ 1476 Ludvík XII. (27. června 1462 – 1. ledna 1515), francouzský král od roku 1498 až do své smrti, manželství anulováno v roce 1498
- Ludvík (*/† 1466)
- Karel VIII. (30. června 1470 – 8. dubna 1498), francouzský král od roku 1483 až do své smrti, ⚭ 1491 Anna (25. ledna 1477 – 9. ledna 1514), vévodkyně bretaňská
- František, vévoda z Berry (1472–1473)

## Zajímavosti
Přizpůsobivost Ludvíka XI. pronikla i do jeho přezdívky Světový pavouk, která vznikla na základě jeho politických jednání, jeho údajným krédem bylo: Kdo má úspěch, má i čest!.
Zajímavostí je i fakt, že roku 1469 nechal postavit první biliárový stůl potažený suknem.
Je pravděpodobné, že nechal otrávil milenku svého otce Agnes Sorelovou. K otravě mělo dojít rtutí, která se používala při boji proti škrkavkám.
Za vlády Ludvíka XI., přesněji roku 1482, se odehrává slavný román Victora Huga, Chrám Matky Boží v Paříži, ve kterém je Ludvík XI. jednou z vedlejších postav.

## Vývod z předků
|            |                        |  |                     |                             |  |  |  |  |  |  |  | Jan II. Francouzský |
|            |                        |  |                     |                             |  |  |  |  |  |  |  |                     |
|            | Karel V. Francouzský   |  |                     |                             |  |  |  |  |  |  |  |                     |
|            |                        |  |                     |                             |  |  |  |  |  |  |  |                     |
|            |                        |  |                     | Jitka Lucemburská           |  |  |  |  |  |  |  |                     |
|            |                        |  |                     |                             |  |  |  |  |  |  |  |                     |
|            | Karel VI. Francouzský  |  |                     |                             |  |  |  |  |  |  |  |                     |
|            |                        |  |                     |                             |  |  |  |  |  |  |  |                     |
|            |                        |  |                     | Petr I. Bourbonský          |  |  |  |  |  |  |  |                     |
|            |                        |  |                     |                             |  |  |  |  |  |  |  |                     |
|            | Johana Bourbonská      |  |                     |                             |  |  |  |  |  |  |  |                     |
|            |                        |  |                     |                             |  |  |  |  |  |  |  |                     |
|            |                        |  |                     | Izabela z Valois (1313)     |  |  |  |  |  |  |  |                     |
|            |                        |  |                     |                             |  |  |  |  |  |  |  |                     |
|            | Karel VII. Francouzský |  |                     |                             |  |  |  |  |  |  |  |                     |
|            |                        |  |                     |                             |  |  |  |  |  |  |  |                     |
|            |                        |  |                     | Štěpán II. Bavorský         |  |  |  |  |  |  |  |                     |
|            |                        |  |                     |                             |  |  |  |  |  |  |  |                     |
|            | Štěpán III. Bavorský   |  |                     |                             |  |  |  |  |  |  |  |                     |
|            |                        |  |                     |                             |  |  |  |  |  |  |  |                     |
|            |                        |  |                     | Alžběta Sicilská            |  |  |  |  |  |  |  |                     |
|            |                        |  |                     |                             |  |  |  |  |  |  |  |                     |
|            | Isabela Bavorská       |  |                     |                             |  |  |  |  |  |  |  |                     |
|            |                        |  |                     |                             |  |  |  |  |  |  |  |                     |
|            |                        |  |                     | Bernabo Visconti            |  |  |  |  |  |  |  |                     |
|            |                        |  |                     |                             |  |  |  |  |  |  |  |                     |
|            | Taddea Visconti        |  |                     |                             |  |  |  |  |  |  |  |                     |
|            |                        |  |                     |                             |  |  |  |  |  |  |  |                     |
|            |                        |  |                     | Beatrice Regina della Scala |  |  |  |  |  |  |  |                     |
|            |                        |  |                     |                             |  |  |  |  |  |  |  |                     |
| Ludvík XI. |                        |  |                     |                             |  |  |  |  |  |  |  |                     |
|            |                        |  |                     |                             |  |  |  |  |  |  |  |                     |
|            |                        |  | Jan II. Francouzský |                             |  |  |  |  |  |  |  |                     |
|            |                        |  |                     |                             |  |  |  |  |  |  |  |                     |
|            | Ludvík I. z Anjou      |  |                     |                             |  |  |  |  |  |  |  |                     |
|            |                        |  |                     |                             |  |  |  |  |  |  |  |                     |
|            |                        |  |                     | Jitka Lucemburská           |  |  |  |  |  |  |  |                     |
|            |                        |  |                     |                             |  |  |  |  |  |  |  |                     |
|            | Ludvík II. Neapolský   |  |                     |                             |  |  |  |  |  |  |  |                     |
|            |                        |  |                     |                             |  |  |  |  |  |  |  |                     |
|            |                        |  |                     | Karel z Blois               |  |  |  |  |  |  |  |                     |
|            |                        |  |                     |                             |  |  |  |  |  |  |  |                     |
|            | Marie ze Châtillonu    |  |                     |                             |  |  |  |  |  |  |  |                     |
|            |                        |  |                     |                             |  |  |  |  |  |  |  |                     |
|            |                        |  |                     | Johana z Penthièvre         |  |  |  |  |  |  |  |                     |
|            |                        |  |                     |                             |  |  |  |  |  |  |  |                     |
|            | Marie z Anjou          |  |                     |                             |  |  |  |  |  |  |  |                     |
|            |                        |  |                     |                             |  |  |  |  |  |  |  |                     |
|            |                        |  |                     | Petr IV. Aragonský          |  |  |  |  |  |  |  |                     |
|            |                        |  |                     |                             |  |  |  |  |  |  |  |                     |
|            | Jan I. Aragonský       |  |                     |                             |  |  |  |  |  |  |  |                     |
|            |                        |  |                     |                             |  |  |  |  |  |  |  |                     |
|            |                        |  |                     | Eleonora Sicilská           |  |  |  |  |  |  |  |                     |
|            |                        |  |                     |                             |  |  |  |  |  |  |  |                     |
|            | Jolanda Aragonská      |  |                     |                             |  |  |  |  |  |  |  |                     |
|            |                        |  |                     |                             |  |  |  |  |  |  |  |                     |
|            |                        |  |                     | Robert I. z Baru            |  |  |  |  |  |  |  |                     |
|            |                        |  |                     |                             |  |  |  |  |  |  |  |                     |
|            | Jolanda z Baru         |  |                     |                             |  |  |  |  |  |  |  |                     |
|            |                        |  |                     |                             |  |  |  |  |  |  |  |                     |
|            |                        |  |                     | Marie Francouzská           |  |  |  |  |  |  |  |                     |
|            |                        |  |                     |                             |  |  |  |  |  |  |  |                     |